# Церенин, Иван Дмитриевич
Иван Дмитриевич Церенин (род. 1 апреля 1945, село Ершовка Жирновского района Волгоградской области) — лауреат Государственной премии РФ (2000). В настоящее время занимается космической погодой и её прогнозом.

## Биография
Родился 1 апреля 1945 года в селе Ершовка Жирновского района Волгоградской области. В 1962 году после окончания школы поступил в Московский Государственный Университет (МГУ) на механико-математический факультет, который окончил в 1967 году и был направлен на работу в НПО им. С. А. Лавочкина.
В начале работы занимался динамикой отделения створок головного обтекателя на КА «Марс-69» и приборных отсеков на КА «Луна».
В 1971 году перешёл в отдел управления КА. Участвовал в управлении КА «Марс-71», «Марс-73», «Венера-9, 10, 11, 12, 13, 14, 15» и КА «Вега-1», и «Вега-2». В 1986 году стал начальником отдела управления КА. Руководил работами по подготовке и управлению КА «Фобос-1, 2», КА «Гранат», КА «Интербол-1, 2», КА «Аракс». В роли ведущего специалиста участвовал в управлении КА «Электро-Л» № 1, № 2.
В 1990-2000-е гг. руководитель группы, заместитель начальника комплекса.
По состоянию на декабрь 2021 года - ведущий специалист отдела логики и управления космических аппаратов.

## Награды
26 декабря 2000 года Указом Президента РФ В. В. Путина было присвоено звание «Лауреат Государственной Премии РФ в области науки и техники» за результаты астрофизических исследований в рентгеновских и мягких гамма-лучах: наблюдения чёрных дыр и нейтронных звёзд с орбитальной обсерватории «ГРАНАТ». награжден медалью «850-летия Москвы», медалью Федерации космонавтики «Ветеран космонавтики России» и корпоративной премией Г. Н. Бабакина.

## Работы
Является автором статьи «Опыт управления астрофизической обсерваторией „Гранат“» и соавтором статей по управлению КА.